# 아마가사키 드라이브 학교
아마가사키 드라이브 학교(尼崎ドライブスクール)은 효고현 아마가사키시에 있는 운전자 교육이다.

## 위치
효고현 아마가사키시 기타하츠시마초

## 교통
한신버스 AD1~3으로 아마가사키 드라이브 학교 앞 하차.
교습생은 학교에서 교부받은 교습생 수첩과 한신버스 전 노선 패스를 제시하면 무료 승차 가능(비용은 학교 부담).
아마가사키 시내 및 오사카시 니시요도가와구 각지에서 무료 송영버스 운행.

### 버스
- AD1 무코 영업소 방면[4].
- AD2 한큐 쓰카구치 방면[5].
- AD3 한큐 소노다 방면[주 1][6].

## 취득 가능 면허
- 보통 일종 (MT・AT)
- 보통 2종 (MT・AT)
- 중형・대형 일종
- 중형・대형 2종
- 소형 이륜차 (MT・AT)
- 보통 이륜차 (MT・AT)
- 대형 이륜차 (MT・AT)
- 대형 특수종
- 견인 일종
- 각종 제한 해제